# Četrtna skupnost Rožnik
Četrtna skupnost Rožnik je ožja enota Mestne občine Ljubljana, ki zajema četrti jugozahodno od vzpetine Rožnik: Rožno dolino, del ljubljanske četrti oz. nekdanje vasi Vič (z drugim največjim ljubljanskim pokopališčem) severozahodno od železniške proge Ljubljana–Koper/Trst, po kateri in nato preko Malega grabna po zunanji strani avtocestnega trojnega križišča na zahodu poteka meja, ki jo deli od sosednje četrtne skupnosti Vič; ne zajema pa tudi naselij Na Grbi in Nova Grbina, Brdo, Novo Brdo, Vrhovci, zahodno od obvozne avtoceste pa še Bokalce in Grič. Na zahodu meji na občino Dobrova-Polhov Gradec, na severu na četrtno skupnost Dravlje in četrtno skupnost Šiška ter na severovzhodu na četrtno skupnost Center. 
Meri 835 ha in ima 17.014 prebivalcev (2020). 
Na njenem območju se med drugim nahaja glavno ljubljansko Študentsko naselje z Radiem Študent, Vila Podrožnik, Biološko središče, več fakultet (Biotehniška, FKKT, FRI), Gozdarski inštitut/Inštitut za gozdno in lesno gospodarstvo, Zavod za gozdove Slovenije ter Tehnološki park, zaobsega pa tudi Rožnik oziroma južni del Krajinskega parka Tivoli, Rožnik in Šišenski hrib skupaj z ljubljanskim živalskim vrtom. Glavnia vodotoka, ki tečeta po njenem ozemlju sta Gradaščica in Glinščica, v katero se tukaj izliva Pržanec. Ob njem mdr. poteka del Poti ob žici.